# Maurice Ross
Maurice Ross (Dundee, Escocia, 3 de febrero de 1981) es un exfutbolista y entrenador escocés. Jugaba de defensa y su primer equipo fue Glasgow Rangers. Es segundo entrenador del Fleetwood Town desde 2023, bajo la dirección de Charlie Adam.

## Selección nacional
Ha sido internacional con la Selección de fútbol de Escocia, ha jugado 12 partidos internacionales.

## Clubes

### Como jugador
| Club                    | País       | Año         |
| ----------------------- | ---------- | ----------- |
| Glasgow Rangers         | Escocia    | 1997 - 2005 |
| Sheffield Wednesday     | Inglaterra | 2005        |
| Wolverhampton Wanderers | Inglaterra | 2005 - 2006 |
| Millwall FC             | Inglaterra | 2006 - 2007 |
| Viking FK               | Noruega    | 2007 - 2008 |
| Kocaelispor             | Turquía    | 2009        |
| Kocaelispor             | Turquía    | 2009        |
| Aberdeen                | Escocia    | 2009 - 2010 |
| Beijing Guoan           | China      | 2010        |
| Motherwell FC           | Escocia    | 2011        |
| Livingston FC           | Escocia    | 2011 - 2012 |
| FK Vidar                | Noruega    | 2012-2013   |

### Como entrenador
| Club                       | País        | Año           |
| -------------------------- | ----------- | ------------- |
| Sola FK                    | Noruega     | 2013-2015     |
| Egersunds IK               | Noruega     | 2015-2016     |
| TB/FC Suðuroy/Royn         | Islas Feroe | 2016-2017     |
| Víkingur                   | Islas Feroe | 2017-2018     |
| Notts County (Asistente)   | Inglaterra  | 2021          |
| Cowdenbeath F.C.           | Escocia     | 2021-2023     |
| Fleetwood Town (asistente) | Inglaterra  | 2023-presente |